# Pilumnoides
Pilumnoides is een geslacht van kreeftachtigen uit de klasse van de Malacostraca (hogere kreeftachtigen).

## Soorten
- Pilumnoides coelhoi Guinot & Macpherson, 1987
- Pilumnoides hassleri A. Milne-Edwards, 1880
- Pilumnoides inglei Guinot & Macpherson, 1987
- Pilumnoides monodi Guinot & Macpherson, 1987
- Pilumnoides nudifrons (Stimpson, 1871)
- Pilumnoides perlatus (Poeppig, 1836)
- Pilumnoides rotundus Garth, 1940
- Pilumnoides rubus Guinot & Macpherson, 1987